# Salvatore Gambino
Salvatore Gambino (Hagen, 27 novembre 1983) è un allenatore di calcio ed ex calciatore tedesco, di ruolo centrocampista.
È in possesso del passaporto italiano poiché la sua famiglia ha origini siciliane, precisamente di San Cono.

## Carriera
Dal 1996 al 2006 ha militato nelle file del Borussia Dortmund: prima nelle squadre juniors, poi nella squadra amatori, ed infine ha debuttato in prima squadra nel campionato 2003-2004 disputando in tutto in quella stagione 20 presenze. Causa un grave infortunio ha potuto giocare nella stagione 2004-2005 solamente 10 partite.
Nell'estate 2006 è stato ceduto al Colonia; successivamente ha militato nel Coblenza, aggregandosi al club tedesco nel luglio 2008. Nel giugno 2009 il Coblenza decide di rescindere il contratto del giocatore. Nell'ottobre 2009 si trasferisce in Norvegia nel Kongsvinger.
Il 29 dicembre 2010 viene annunciato l'accordo con il Trapani in Lega Pro Seconda Divisione, quarto livello del calcio italiano. A fine stagione ottiene la promozione in Prima Divisione, dove esordisce il 4 settembre 2011 nella partita interna contro il Prato portando sul momentaneo vantaggio la propria squadra, partita che terminerà 2-1 per i granata. Alla fine della stagione regolare realizza in totale 9 reti e una nei playoff. Nel luglio 2012 decide di accasarsi al Gubbio, per poi lasciarlo però dopo solo un mese, rescindendo il contratto. Tornato quindi al Trapani, con 18 presenze e due gol contribuisce alla promozione in serie B. Il 20 agosto 2014 trova un ingaggio nel Grosseto in Lega Pro. Ad ottobre 2015 firma un contratto con la Westfalia Rhynern in Oberliga Westfalen.

## Statistiche

### Presenze e reti nei club
| Stagione                 | Squadra                  | Campionato               | Campionato | Campionato | Coppe nazionali | Coppe nazionali | Coppe nazionali | Coppe continentali | Coppe continentali | Coppe continentali | Altre coppe | Altre coppe | Altre coppe | Totale | Totale |
| Stagione                 | Squadra                  | Comp                     | Pres       | Reti       | Comp            | Pres            | Reti            | Comp               | Pres               | Reti               | Comp        | Pres        | Reti        | Pres   | Reti   |
| ------------------------ | ------------------------ | ------------------------ | ---------- | ---------- | --------------- | --------------- | --------------- | ------------------ | ------------------ | ------------------ | ----------- | ----------- | ----------- | ------ | ------ |
| 2003-2004                | Borussia Dortmund        | BL                       | 20         | 3          | CG              | 1               | 0               | CU                 | 2                  | 0                  | -           | -           | -           | 23     | 3      |
| 2004-2005                | Borussia Dortmund        | BL                       | 10         | 0          | CG              | 1               | 0               | -                  | -                  | -                  | -           | -           | -           | 11     | 0      |
| 2005-2006                | Borussia Dortmund        | BL                       | 15         | 2          | CG              | 1               | 0               | -                  | -                  | -                  | -           | -           | -           | 16     | 2      |
| Totale Borussia Dortmund | Totale Borussia Dortmund | Totale Borussia Dortmund | 45         | 5          |                 | 3               | 0               |                    | 2                  | 0                  |             | -           | -           | 50     | 5      |
| 2006-2007                | Colonia                  | 2.BL                     | 13         | 2          | CG              | 1               | 0               | -                  | -                  | -                  | -           | -           | -           | 14     | 2      |
| 2007-2008                | Colonia                  | 2.BL                     | 8          | 0          | -               | -               | -               | -                  | -                  | -                  | -           | -           | -           | 8      | 0      |
| Totale Colonia           | Totale Colonia           | Totale Colonia           | 21         | 2          |                 | 1               | 0               |                    | 0                  | 0                  |             | -           | -           | 22     | 2      |
| 2008-2009                | Coblenza                 | 2.BL                     | 2          | 0          | -               | -               | -               | -                  | -                  | -                  | -           | -           | -           | 2      | 0      |
| gen.-giu. 2011           | Trapani                  | 2D                       | 10+4       | 0          | CI+CI-LP        | -               | -               | -                  | -                  | -                  | -           | -           | -           | 14     | 0      |
| 2011-2012                | Trapani                  | 1D                       | 32+3       | 9+1        | CI+CI-LP        | 1+0             | 0               | -                  | -                  | -                  | -           | -           | -           | 36     | 10     |
| ago. 2012                | Gubbio                   | 1D                       | -          | -          | CI+CI-LP        | 1+0             | 0               | -                  | -                  | -                  | -           | -           | -           | 1      | 0      |
| ago. 2012-2013           | Trapani                  | 1D                       | 18         | 2          | CI+CI-LP        | 0+4             | 1               | -                  | -                  | -                  | SL-PD       | 2           | 0           | 24     | 3      |
| 2013-2014                | Trapani                  | B                        | 29         | 2          | CI              | 2               | 0               | -                  | -                  | -                  | -           | -           | -           | 31     | 2      |
| Totale Trapani           | Totale Trapani           | Totale Trapani           | 89+7       | 13+1       |                 | 7               | 1               |                    | -                  | -                  |             | 2           | 0           | 105    | 15     |
| 2014-2015                | Grosseto                 | LP                       | 20         | 1          | CI-LP           | 0               | 0               | -                  | -                  | -                  | -           | -           | -           | 20     | 1      |
| Totale Carriera          | Totale Carriera          | Totale Carriera          | 177+7      | 21+1       |                 | 12              | 1               |                    | 2                  | 0                  |             | 2           | 0           | 200    | 23     |

## Palmarès
- Lega Pro Prima Divisione: 1

Trapani: 2012-2013
- Oberliga Westfalen: 1

Westfalia Rhynern: 2016-2017